# عشروس (ذمار)
عشروس هي إحدى قرى الجمهورية اليمنية. تتبع جغرافيا لمحافظة ذمار وإداريًا لمديرية المنارعزلة الكينعة يبلغ تعداد سكانها 1299 نسمة حسب تعداد اليمن لعام 2004

## روابط خارجية
- World Gazetteer:Yemen
- الجهاز المركزي للإحصاء بالجمهورية اليمنية
- المركز الوطني للمعلومات باليمن